# Mohammed Al-Kharashy
Mohammed Al-Kharashy (in arabo محمد الخراشي‎?; Riad, 7 gennaio 1956) è un allenatore di calcio saudita.

## Carriera
Ha guidato la nazionale saudita alla Confederations Cup 1995 e al Mondiale 1998 come vice di Carlos Alberto Parreira.